# Гюльовця
Гюльо́вця (болг. Гюльовца) — село в Бургаській області Болгарії. Входить до складу громади Несебир.

## Населення
За даними перепису населення 2011 року у селі проживали 1007 осіб.
Національний склад населення села:
| Національність   | Кількість осіб | Відсоток |
| ---------------- | -------------- | -------- |
| болгари          | 605            | 67,8%    |
| турки            | 274            | 30,7%    |
| цигани           | 7              | 0,8%     |
| Всього відповіли | 892            |          |

Розподіл населення за віком у 2011 році:
Динаміка населення: